# Saison 2009-2010 de la LNH
Saison précédente Saison suivante
La saison 2009-2010 est la 92e saison de la Ligue nationale de hockey, ligue professionnelle de hockey sur glace d'Amérique du Nord. La saison régulière débute en octobre et se termine en avril 2010 pour faire place aux séries éliminatoires.

## Saison régulière

### Grandes dates
- 4 décembre 2009 : match du centenaire des Canadiens de Montréal
- 1er janvier 2010 : classique hivernale opposant les Flyers de Philadelphie et les Bruins de Boston au Fenway Park[1]

### Numéros retirés
- 1er octobre 2009 : l'Avalanche du Colorado retire le numéro 19 de Joe Sakic[2].
- 4 décembre 2009 : les Canadiens de Montréal retirent les numéros 3 et 16 d'Émile Bouchard et d'Elmer Lach[3].
- 30 janvier 2010 : les Coyotes de Phoenix retirent le numéro 27 de Teppo Numminen[4].

### Classements
- Pour les significations des abréviations, voir statistiques du hockey sur glace.
- Les franchises championnes de division sont classées aux trois premières places de chaque association ; les équipes classées aux huit premières places de chaque association sont qualifiées pour les séries éliminatoires et sont indiquées dans des lignes de couleur.

| Clt   | Équipe                    | Division   | PJ | V  | D  | DP | BP  | BC  | Pts |
| ----- | ------------------------- | ---------- | -- | -- | -- | -- | --- | --- | --- |
| +001, | Capitals de Washington    | Sud-Est    | 82 | 54 | 15 | 13 | 318 | 233 | 121 |
| +002, | Devils du New Jersey      | Atlantique | 82 | 48 | 27 | 7  | 222 | 191 | 103 |
| +003, | Sabres de Buffalo         | Nord-Est   | 82 | 45 | 27 | 10 | 235 | 207 | 100 |
| +004, | Penguins de Pittsburgh    | Atlantique | 82 | 47 | 28 | 7  | 257 | 237 | 101 |
| +005, | Sénateurs d'Ottawa        | Nord-Est   | 82 | 44 | 32 | 6  | 225 | 238 | 94  |
| +006, | Bruins de Boston          | Nord-Est   | 82 | 39 | 30 | 13 | 206 | 200 | 91  |
| +007, | Flyers de Philadelphie    | Atlantique | 82 | 41 | 35 | 6  | 236 | 225 | 88  |
| +008, | Canadiens de Montréal     | Nord-Est   | 82 | 39 | 33 | 10 | 217 | 223 | 88  |
| +009, | Rangers de New York       | Atlantique | 82 | 38 | 33 | 11 | 222 | 218 | 87  |
| +010, | Thrashers d'Atlanta       | Sud-Est    | 82 | 35 | 34 | 13 | 234 | 256 | 83  |
| +011, | Hurricanes de la Caroline | Sud-Est    | 82 | 35 | 37 | 10 | 230 | 256 | 80  |
| +012, | Lightning de Tampa Bay    | Sud-Est    | 82 | 34 | 36 | 12 | 217 | 260 | 80  |
| +013, | Islanders de New York     | Atlantique | 82 | 34 | 37 | 11 | 222 | 264 | 79  |
| +014, | Panthers de la Floride    | Sud-Est    | 82 | 32 | 37 | 13 | 215 | 262 | 77  |
| +015, | Maple Leafs de Toronto    | Nord-Est   | 82 | 30 | 38 | 14 | 214 | 267 | 74  |

| Clt   | Équipe                   | Division   | PJ | V  | D  | DP | BP  | BC  | Pts |
| ----- | ------------------------ | ---------- | -- | -- | -- | -- | --- | --- | --- |
| +001, | Sharks de San José       | Pacifique  | 82 | 51 | 20 | 11 | 263 | 215 | 113 |
| +002, | Blackhawks de Chicago    | Centrale   | 82 | 52 | 22 | 8  | 271 | 209 | 112 |
| +003, | Canucks de Vancouver     | Nord-Ouest | 82 | 49 | 28 | 5  | 272 | 222 | 103 |
| +004, | Coyotes de Phoenix       | Pacifique  | 82 | 50 | 25 | 7  | 225 | 201 | 107 |
| +005, | Red Wings de Détroit     | Centrale   | 82 | 44 | 24 | 14 | 228 | 216 | 102 |
| +006, | Kings de Los Angeles     | Pacifique  | 82 | 46 | 27 | 9  | 241 | 218 | 101 |
| +007, | Predators de Nashville   | Centrale   | 82 | 47 | 29 | 6  | 224 | 225 | 100 |
| +008, | Avalanche du Colorado    | Nord-Ouest | 82 | 43 | 30 | 9  | 244 | 233 | 95  |
| +009, | Blues de Saint-Louis     | Centrale   | 82 | 40 | 32 | 10 | 225 | 222 | 90  |
| +010, | Flames de Calgary        | Nord-Ouest | 82 | 40 | 32 | 10 | 204 | 210 | 90  |
| +011, | Ducks d'Anaheim          | Pacifique  | 82 | 39 | 32 | 11 | 238 | 251 | 89  |
| +012, | Stars de Dallas          | Pacifique  | 82 | 37 | 31 | 14 | 236 | 254 | 88  |
| +013, | Wild du Minnesota        | Nord-Ouest | 82 | 38 | 36 | 8  | 219 | 245 | 84  |
| +014, | Blue Jackets de Columbus | Centrale   | 82 | 32 | 35 | 15 | 216 | 258 | 79  |
| +015, | Oilers d'Edmonton        | Nord-Ouest | 82 | 27 | 47 | 8  | 213 | 284 | 62  |

- Champion de la saison régulière
- Champion de division
- Qualifié pour les séries éliminatoires

### Meilleurs pointeurs

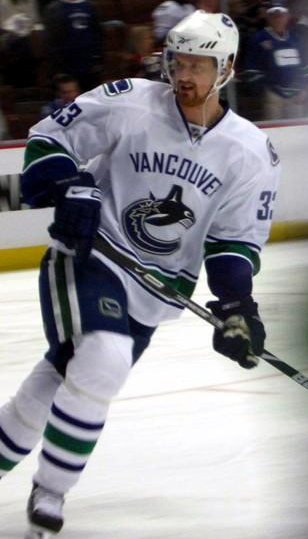
Henrik Sedin meilleur pointeur de la saison.

Le joueur suédois des Canucks de Vancouver, Henrik Sedin, finit meilleur pointeur de la saison régulière avec 112 points marqués en 82 rencontres jouées. Il devance Sidney Crosby, capitaine des Penguins de Pittsburgh, et Aleksandr Ovetchkine, capitaine des Capitals de Washington, tous deux avec 109 points. Crosby est le meilleur buteur de la saison à égalité avec Steven Stamkos du Lightning de Tampa Bay, les deux joueurs ayant inscrit 51 buts chacun.
| Joueur               | Équipe                 | PJ | B  | A  | Pts | +/- | Pun |
| -------------------- | ---------------------- | -- | -- | -- | --- | --- | --- |
| Henrik Sedin         | Canucks de Vancouver   | 82 | 29 | 83 | 112 | +35 | 48  |
| Sidney Crosby        | Penguins de Pittsburgh | 81 | 51 | 58 | 109 | +15 | 69  |
| Aleksandr Ovetchkine | Capitals de Washington | 72 | 50 | 59 | 109 | +45 | 89  |
| Nicklas Bäckström    | Capitals de Washington | 82 | 33 | 68 | 101 | +37 | 50  |
| Steven Stamkos       | Lightning de Tampa Bay | 81 | 51 | 44 | 95  | -1  | 36  |
| Martin Saint-Louis   | Lightning de Tampa Bay | 81 | 29 | 65 | 94  | -7  | 12  |
| Brad Richards        | Stars de Dallas        | 80 | 24 | 67 | 91  | -11 | 14  |
| Joe Thornton         | Sharks de San José     | 79 | 20 | 69 | 89  | +17 | 54  |
| Patrick Kane         | Blackhawks de Chicago  | 82 | 30 | 58 | 88  | +16 | 20  |

### Meilleurs gardiens de but

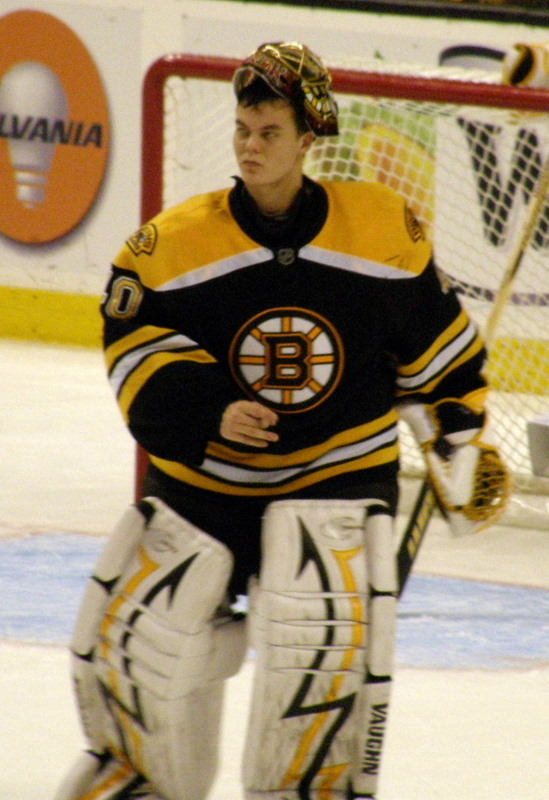
Tuukka Rask a la plus petite moyenne de buts alloués de la saison.

| Joueur           | Équipe                | PJ | Min      | V  | D  | Pr. | BC  | Bl | %Arr   | Moy  |
| ---------------- | --------------------- | -- | -------- | -- | -- | --- | --- | -- | ------ | ---- |
| Tuukka Rask      | Bruins de Boston      | 45 | 2 562,11 | 22 | 12 | 5   | 84  | 5  | 93,1 % | 1,97 |
| Ryan Miller      | Sabres de Buffalo     | 69 | 4 047,10 | 41 | 18 | 8   | 150 | 5  | 92,9 % | 2,22 |
| Martin Brodeur   | Devils du New Jersey  | 77 | 4 499,01 | 45 | 25 | 6   | 168 | 9  | 91,6 % | 2,24 |
| Antti Niemi      | Blackhawks de Chicago | 39 | 2 190,28 | 26 | 7  | 4   | 82  | 7  | 91,2 % | 2,25 |
| Jimmy Howard     | Red Wings de Détroit  | 63 | 3 740,15 | 37 | 15 | 10  | 141 | 3  | 92,4 % | 2,26 |
| Ilia Bryzgalov   | Coyotes de Phoenix    | 69 | 4 084,27 | 42 | 20 | 6   | 156 | 8  | 92,0 % | 2,29 |
| Miikka Kiprusoff | Flames de Calgary     | 73 | 4 235,19 | 35 | 28 | 10  | 163 | 4  | 92,0 % | 2,31 |
| Henrik Lundqvist | Rangers de New York   | 73 | 4 203,49 | 35 | 27 | 10  | 167 | 4  | 92,1 % | 2,38 |
| Jaroslav Halák   | Canadiens de Montréal | 45 | 2 629,56 | 26 | 13 | 5   | 105 | 5  | 92,4 % | 2,40 |
| Ievgueni Nabokov | Sharks de San José    | 71 | 4 194,07 | 44 | 16 | 10  | 170 | 3  | 92,2 % | 2,43 |

## Séries éliminatoires de la Coupe Stanley

### Arbre de qualification
|  | Quarts de finale d'association | Quarts de finale d'association | Quarts de finale d'association |   |                        | Demi-finales d'association | Demi-finales d'association | Demi-finales d'association |  |   | Finales d'association | Finales d'association | Finales d'association |  |   | Finale de la Coupe Stanley | Finale de la Coupe Stanley | Finale de la Coupe Stanley |
|  |                                |                                |                                |   |                        |                            |                            |                            |  |   |                       |                       |                       |  |   |                            |                            |                            |
|  | 1                              | Capitals de Washington         | 3                              |   |                        |                            |                            |                            |  |   |                       |                       |                       |  |   |                            |                            |                            |
|  | 8                              | Canadiens de Montréal          | 4                              |   |                        |                            |                            |                            |  |   |                       |                       |                       |  |   |                            |                            |                            |
|  | 8                              | Canadiens de Montréal          | 4                              |   | 4                      | Penguins de Pittsburgh     | 3                          |                            |  |   |                       |                       |                       |  |   |                            |                            |                            |
|  |                                |                                |                                |   | 4                      | Penguins de Pittsburgh     | 3                          |                            |  |   |                       |                       |                       |  |   |                            |                            |                            |
|  |                                | 8                              | Canadiens de Montréal          | 4 |                        |                            |                            |                            |  |   |                       |                       |                       |  |   |                            |                            |                            |
|  | 4                              | 8                              | Canadiens de Montréal          | 4 | Penguins de Pittsburgh | 4                          |                            |                            |  |   |                       |                       |                       |  |   |                            |                            |                            |
|  | 4                              |                                |                                |   | Penguins de Pittsburgh | 4                          |                            |                            |  |   |                       |                       |                       |  |   |                            |                            |                            |
|  | 5                              | Sénateurs d’Ottawa             | 2                              |   |                        |                            |                            |                            |  |   |                       |                       |                       |  |   |                            |                            |                            |
|  | 5                              | Sénateurs d’Ottawa             | 2                              |   |                        |                            |                            |                            |  | 8 | Canadiens de Montréal | 1                     |                       |  |   |                            |                            |                            |
|  | Association de l'Est           |                                |                                |   |                        |                            |                            |                            |  | 8 | Canadiens de Montréal | 1                     |                       |  |   |                            |                            |                            |
|  |                                | 7                              | Flyers de Philadelphie         | 4 |                        |                            |                            |                            |  |   |                       |                       |                       |  |   |                            |                            |                            |
|  | 2                              | 7                              | Flyers de Philadelphie         | 4 | Devils du New Jersey   | 1                          |                            |                            |  |   |                       |                       |                       |  |   |                            |                            |                            |
|  | 2                              |                                |                                |   | Devils du New Jersey   | 1                          |                            |                            |  |   |                       |                       |                       |  |   |                            |                            |                            |
|  | 7                              | Flyers de Philadelphie         | 4                              |   |                        |                            |                            |                            |  |   |                       |                       |                       |  |   |                            |                            |                            |
|  | 7                              | Flyers de Philadelphie         | 4                              |   | 6                      | Bruins de Boston           | 3                          |                            |  |   |                       |                       |                       |  |   |                            |                            |                            |
|  |                                |                                |                                |   | 6                      | Bruins de Boston           | 3                          |                            |  |   |                       |                       |                       |  |   |                            |                            |                            |
|  |                                | 7                              | Flyers de Philadelphie         | 4 |                        |                            |                            |                            |  |   |                       |                       |                       |  |   |                            |                            |                            |
|  | 3                              | 7                              | Flyers de Philadelphie         | 4 | Sabres de Buffalo      | 2                          |                            |                            |  |   |                       |                       |                       |  |   |                            |                            |                            |
|  | 3                              |                                |                                |   | Sabres de Buffalo      | 2                          |                            |                            |  |   |                       |                       |                       |  |   |                            |                            |                            |
|  | 6                              | Bruins de Boston               | 4                              |   |                        |                            |                            |                            |  |   |                       |                       |                       |  |   |                            |                            |                            |
|  | 6                              | Bruins de Boston               | 4                              |   |                        |                            |                            |                            |  |   |                       |                       |                       |  | 7 | Flyers de Philadelphie     | 2                          |                            |
|  |                                |                                |                                |   |                        |                            |                            |                            |  |   |                       |                       |                       |  | 7 | Flyers de Philadelphie     | 2                          |                            |
|  |                                | 2                              | Blackhawks de Chicago          | 4 |                        |                            |                            |                            |  |   |                       |                       |                       |  |   |                            |                            |                            |
|  | 1                              | 2                              | Blackhawks de Chicago          | 4 | Sharks de San José     | 4                          |                            |                            |  |   |                       |                       |                       |  |   |                            |                            |                            |
|  | 1                              |                                |                                |   | Sharks de San José     | 4                          |                            |                            |  |   |                       |                       |                       |  |   |                            |                            |                            |
|  | 8                              | Avalanche du Colorado          | 2                              |   |                        |                            |                            |                            |  |   |                       |                       |                       |  |   |                            |                            |                            |
|  | 8                              | Avalanche du Colorado          | 2                              |   | 1                      | Sharks de San José         | 4                          |                            |  |   |                       |                       |                       |  |   |                            |                            |                            |
|  |                                |                                |                                |   | 1                      | Sharks de San José         | 4                          |                            |  |   |                       |                       |                       |  |   |                            |                            |                            |
|  |                                | 5                              | Red Wings de Détroit           | 1 |                        |                            |                            |                            |  |   |                       |                       |                       |  |   |                            |                            |                            |
|  | 4                              | 5                              | Red Wings de Détroit           | 1 | Coyotes de Phoenix     | 3                          |                            |                            |  |   |                       |                       |                       |  |   |                            |                            |                            |
|  | 4                              |                                |                                |   | Coyotes de Phoenix     | 3                          |                            |                            |  |   |                       |                       |                       |  |   |                            |                            |                            |
|  | 5                              | Red Wings de Détroit           | 4                              |   |                        |                            |                            |                            |  |   |                       |                       |                       |  |   |                            |                            |                            |
|  | 5                              | Red Wings de Détroit           | 4                              |   |                        |                            |                            |                            |  | 1 | Sharks de San José    | 0                     |                       |  |   |                            |                            |                            |
|  | Association de l'Ouest         |                                |                                |   |                        |                            |                            |                            |  | 1 | Sharks de San José    | 0                     |                       |  |   |                            |                            |                            |
|  |                                | 2                              | Blackhawks de Chicago          | 4 |                        |                            |                            |                            |  |   |                       |                       |                       |  |   |                            |                            |                            |
|  | 2                              | 2                              | Blackhawks de Chicago          | 4 | Blackhawks de Chicago  | 4                          |                            |                            |  |   |                       |                       |                       |  |   |                            |                            |                            |
|  | 2                              |                                |                                |   | Blackhawks de Chicago  | 4                          |                            |                            |  |   |                       |                       |                       |  |   |                            |                            |                            |
|  | 7                              | Predators de Nashville         | 2                              |   |                        |                            |                            |                            |  |   |                       |                       |                       |  |   |                            |                            |                            |
|  | 7                              | Predators de Nashville         | 2                              |   | 2                      | Blackhawks de Chicago      | 4                          |                            |  |   |                       |                       |                       |  |   |                            |                            |                            |
|  |                                |                                |                                |   | 2                      | Blackhawks de Chicago      | 4                          |                            |  |   |                       |                       |                       |  |   |                            |                            |                            |
|  |                                | 3                              | Canucks de Vancouver           | 2 |                        |                            |                            |                            |  |   |                       |                       |                       |  |   |                            |                            |                            |
|  | 3                              | 3                              | Canucks de Vancouver           | 2 | Canucks de Vancouver   | 4                          |                            |                            |  |   |                       |                       |                       |  |   |                            |                            |                            |
|  | 3                              |                                |                                |   | Canucks de Vancouver   | 4                          |                            |                            |  |   |                       |                       |                       |  |   |                            |                            |                            |
|  | 6                              | Kings de Los Angeles           | 2                              |   |                        |                            |                            |                            |  |   |                       |                       |                       |  |   |                            |                            |                            |

## Récompenses

### Trophées
| Trophée | Vainqueur                                           | Équipe                                        |
| --- | --------------------------------------------------- | --------------------------------------------- |
| Trophée Calder (Meilleur joueur recrue)                                                                               | Tyler Myers                                         | Sabres de Buffalo                             |
| Trophée Ted-Lindsay (Meilleur joueur selon les joueurs)                                                               | Aleksandr Ovetchkine                                | Capitals de Washington                        |
| Trophée Art-Ross (Meilleur compteur)                                                                                  | Henrik Sedin                                        | Canucks de Vancouver                          |
| Trophée Hart (Joueur le plus utile pour son équipe selon les journalistes)                                            | Henrik Sedin                                        | Canucks de Vancouver                          |
| Trophée Conn-Smythe (Joueur le plus utile pendant les séries éliminatoires)                                           | Jonathan Toews                                      | Blackhawks de Chicago                         |
| Trophée Bill-Masterton (Joueur le plus persévérant et fair-play)                                                      | José Théodore                                       | Capitals de Washington                        |
| Trophée Frank-J.-Selke (Attaquant ayant démontré le plus de compétences défensives)                                   | Pavel Datsiouk                                      | Red Wings de Détroit                          |
| Trophée Jack-Adams (Meilleur entraîneur)                                                                              | Dave Tippett                                        | Coyotes de Phoenix                            |
| Trophée James-Norris (Meilleur défenseur)                                                                             | Duncan Keith                                        | Blackhawks de Chicago                         |
| Trophée King-Clancy (Joueur ayant démontré le meilleur exemple de leadership et ayant le plus contribué à la société) | Shane Doan                                          | Coyotes de Phoenix                            |
| Trophée Lady Byng (Joueur ayant le meilleur esprit sportif)                                                           | Martin Saint-Louis                                  | Lightning de Tampa Bay                        |
| Trophée Lester-Patrick (Individu ou groupe d'individus ayant rendu le plus service au hockey aux États-Unis)          | David Andrews, Cam Neely, Jack Parker et Jerry York |                                               |
| Trophée Maurice-Richardr /> (Meilleur buteur)                                                                         | Sidney Crosby Steven Stamkos                        | Penguins de Pittsburgh Lightning de Tampa Bay |
| Trophée Vézina (Meilleur gardien)                                                                                     | Ryan Miller                                         | Sabres de Buffalo                             |
| Trophée William-M.-Jennings (Gardien de l'équipe ayant concédé le moins de buts durant la saison régulière)           | Martin Brodeur                                      | Devils du New Jersey                          |
| Trophée plus-moins de la LNH (Joueur qui a le meilleur différentiel +/- pendant la saison régulière)                  | Jeff Schultz                                        | Capitals de Washington                        |
| Trophée du directeur général de l'année de la LNH (Meilleur directeur général)                                        | Don Maloney                                         | Coyotes de Phoenix                            |

| Trophée                      | Équipe                 |
| ---------------------------- | ---------------------- |
| Trophée Clarence-S.-Campbell | Blackhawks de Chicago  |
| Trophée Prince de Galles     | Flyers de Philadelphie |
| Trophée des présidents       | Capitals de Washington |
| Coupe Stanley                | Blackhawks de Chicago  |

### Équipes d'étoiles

#### Première et deuxième équipe
| Position       | Première équipe      | Première équipe        | Deuxième équipe    | Deuxième équipe        |
| Position       | Joueur               | Équipe                 | Joueur             | Équipe                 |
| -------------- | -------------------- | ---------------------- | ------------------ | ---------------------- |
| Gardien de but | Ryan Miller          | Sabres de Buffalo      | Ilya Bryzgalov     | Coyotes de Phoenix     |
| Défenseur      | Duncan Keith         | Blackhawks de Chicago  | Drew Doughty       | Kings de Los Angeles   |
| Défenseur      | Mike Green           | Capitals de Washington | Nicklas Lidström   | Red Wings de Détroit   |
| Ailier gauche  | Aleksandr Ovetchkine | Capitals de Washington | Daniel Sedin       | Canucks de Vancouver   |
| Centre         | Henrik Sedin         | Canucks de Vancouver   | Sidney Crosby      | Penguins de Pittsburgh |
| Ailier droit   | Patrick Kane         | Blackhawks de Chicago  | Martin Saint-Louis | Lightning de Tampa Bay |

#### Équipe des recrues
| Position       | Joueur            | Équipe                |
| -------------- | ----------------- | --------------------- |
| Gardien de but | Jimmy Howard      | Red Wings de Détroit  |
| Défenseur      | Michael Del Zotto | Rangers de New York   |
| Défenseur      | Tyler Myers       | Sabres de Buffalo     |
| Attaquant      | Nicklas Bergfors  | Thrashers d'Atlanta   |
| Attaquant      | Matt Duchene      | Avalanche du Colorado |
| Attaquant      | John Tavares      | Islanders de New York |